# Enterobacterie
De Enterobacteriaceae of enterobacteriën, ook wel entero's genoemd, vormen een grote familie bacteriën, waartoe bekende pathogenen behoren, zoals Salmonella. Ook Escherichia coli oftewel E. coli, behoort tot deze familie. Genetisch onderzoek plaatst deze bacteriën bij de Proteobacteria, en zij behoren tot de orde Enterobacterales.
Vertegenwoordigers van de Enterobacteriaceae zijn staafvormig en 1 tot 5 μm lang. Zij kleuren Gramnegatief en het zijn facultatief anaerobe micro-organismen, die suikers kunnen fermenteren. Ook reduceren zij nitraat tot nitriet. De Enterobacteriaceae bezitten gewoonlijk geen oxidase, ofschoon Plesiomonas daarop een uitzondering maakt. De meeste hebben een flagel die helpt bij de voortbeweging, maar enkele genera zijn niet beweeglijk. Ze vormen geen sporen en zijn katalase-positief met uitzondering van Shigella dysenteriae.
Veel vertegenwoordigers uit deze familie behoren tot de normale darmflora van mens en dier, terwijl andere worden aangetroffen in de grond, of parasiteren op mens, dier en plant. Escherichia coli, beter bekend als E. coli, is een belangrijk micro-organisme waarvan zowel de genetica als de biochemie diepgaand is onderzocht.

## Medische betekenis (medische microbiologie)
Hoewel ze in de darmen geen schade aanrichten of de gastheer soms zelfs ten goede komen (zoals E.coli die vitamine K produceert), kunnen Enterobacteriën tot infecties leiden. Via de urinewegen kunnen zij een blaasontsteking (cystitis) veroorzaken. Buiktyfus wordt verwekt door Salmonella typhi, paratyfus door Salmonella paratyphi. Ook kunnen bacteriën via de darmwand in de bloedbaan terechtkomen (translocatie), bijvoorbeeld door obstructie van de darm (ileus, darmgezwel) of door een stoornis in de doorbloeding van de darmwand (trombose of infarct van de vaatvoorziening van de darm).

## Genera van de Enterobacteriaceae
- Alishewanella
- Alterococcus
- Aquamonas
- Aranicola
- Arsenophonus
- Azotivirga
- Blochmannia
- Brenneria
- Buchnera
- Budvicia
- Buttiauxella
- Cedecea
- Citrobacter
- Cronobacter
- Dickeya
- Edwardsiella
- Enterobacter
- Erwinia, bijvoorbeeld Erwinia amylovora
- Escherichia, bijvoorbeeld Escherichia coli
- Ewingella
- Grimontella
- Hafnia
- Klebsiella, bijvoorbeeld Klebsiella pneumoniae
- Kluyvera
- Leclercia
- Leminorella
- Moellerella
- Morganella
- Obesumbacterium
- Pantoea
- Pectobacterium
- Candidatus Phlomobacter
- Photorhabdus, bijvoorbeeld Photorhabdus luminescens
- Plesiomonas, bijvoorbeeld Plesiomonas shigelloides
- Pragia
- Proteus, bijvoorbeeld Proteus vulgaris
- Providencia
- Rahnella
- Raoultella
- Salmonella
- Samsonia
- Serratia, bijvoorbeeld Serratia marcescens
- Shigella
- Sodalis
- Tatumella
- Trabulsiella
- Wigglesworthia
- Xenorhabdus
- Yersinia
- Yokenella